# Bonaduz-Formation
Die Bonaduz-Formation (auch Bonaduzer Kiese) ist eine geologische Einheit in der Ostschweiz, die aus ungeschichteten Kiesen, Sanden und eingebetteten Bergsturztrümmern besteht und durch den Flimser Bergsturz sowie nachfolgende Sedimentationsprozesse im Vorderrheintal gebildet wurde.

## Bonaduz-Formation
Die Bonaduz-Formation im Raum Bonaduz im Kanton Graubünden ist eine stratigraphische Einheit, die aus Kiesen und Sanden besteht und von Hügeln überragt wird. In diesen Sedimenten sind auch grössere Blöcke von Bergsturztrümmern eingebettet. Die Formation wurde stratigraphisch formell zusammengefasst durch Wyss & Wiederkehr (2017). Die Mächtigkeit der Sedimente beträgt in Kiesgruben etwa 60 Meter. In Bohrungen in Bonaduz wurden Sedimente bis zu einer Tiefe von etwa 120 Metern angetroffen, die der Bonaduz-Formation zuzurechnen sein dürften.

### Merkmale
Die Kiese und Sande der Bonaduz-Formation zeigen folgende Merkmale:
- Die Sedimente sind ungeschichtet.
- Sie sind aufwärts gradig: Die Korngröße nimmt nach oben ab. Während an der Basis der Durchmesser der größten Komponenten über 10 cm beträgt, erreicht das Sediment nach oben hin nur Feinkies- bis Sandkorngrößen.
- Sie bilden ungewöhnlich stabile, steile Wände, was auf die spezielle Kornverteilung und -form zurückgeführt wird.
- Sie enthalten fetzenartige Einschlüsse gut geschichteter Seebodensedimente wie Tonstein und Siltstein, die willkürlich orientiert, teils verbogen, teils mit Kies in Risse und Schichtfugen injiziert sind.
- Es gibt nahezu vertikale Röhren ohne Feinmaterial, die als Pavoni-Röhren bekannt sind und als Entwässerungsstrukturen interpretiert werden.
- Meter-große Einschlüsse von Blöcken aus Bergsturzmaterial kommen gelegentlich vor, wobei diese meist vollständig zertrümmert sind.
- An mehreren Orten sind bis zu 100 Meter große kohärente Schollen von Bergsturztrümmern eingelagert, die teilweise über die Oberkante der Kiese und Sande hinausragen.

### Entstehung
Die Entstehung der Bonaduz-Formation wird mit dem Flimser Bergsturz in Verbindung gebracht. Der Bergsturz traf auf quartäre Lockersedimente im Vorderrheintal, darunter nacheiszeitliche Flusskiese und eiszeitliche Seesedimente. Es wird angenommen, dass damals bis weit in das Vorderrheintal hinauf auch noch ein See bestand, der durch den Riegel des Taminser Bergsturzes aufgestaut worden war. Ein Gemisch aus Wasser und Sediment wurde aufgewirbelt und seitlich verdrängt, wodurch ein dichter Gesteinsbrei entstand. Die Gradierung der Sedimente ist auf die Saigerung von Partikeln in der noch fließenden Suspension hoher Dichte zurückzuführen.
Die Pavoni-Röhren gelten als vertikale Entwässerungsröhren, die bei der Setzung des zunächst wassergesättigten Gesteinsbreis entstanden. Der dichten Masse ging vermutlich eine Flutwelle von weniger sedimentbelastetem Schlamm oder Wasser voraus. Die Flutwelle erreichte eine Höhe von über 100 Metern. Ihre Ablagerungen, maximal 1 Meter mächtige Schichten aus gerundeten Geröllen in einer siltigen Matrix, wurden bei Tamins bis zu einer Höhe von knapp 800 m ü. M. beobachtet.

### Verbreitung
Die Hauptmasse der Bonaduz-Formation wurde vor dem Taminser Bergsturz im Becken von Bonaduz und Rhäzüns abgelagert. Teile flossen in das Hinterrheintal bis Thusis und über die Schwelle des Taminser Bergsturzes hinaus ins Rheintal. Sedimente, die mit Bergsturzmaterial angereichert sind, sind bis nach Domat/Ems, Chur und in den Raum Landquart nachgewiesen.
Auch innerhalb der Flimser Bergsturzmasse treten Kiese und Sande der Bonaduz-Formation in kleinen Vorkommen auf, unter anderem sind klastische Dykes z. B. in der Val Pintrun, gegenüber Trin Bahnhof und im Versamer Tobel. Am Rand der Bergsturzmasse zeigen vertikale Kontakte zwischen Bergsturzablagerungen und Kiesen eine dynamische Vermengung. Beispiele dafür sind unterhalb der Burg Schiedberg südlich Sagogn und Bot Dagatg nördlich Bonaduz.

### Forschungsgeschichte
Frühere Deutungen der Bonaduz-Formation sahen diese als Moränen, Flusssedimente oder Seeausbruchsedimente an. Neuere Studien betonen jedoch die Verflüssigung der Sedimente und ihre dynamische Vermengung mit Bergsturzmaterial.

### Transport der Tumas
Der dichte Sedimentstrom, der zur Ablagerung der Bonaduz-Formation geführt hat, wird als Transportmedium der sogenannten Tomahügel angesehen. Diese teils über 100 Meter grossen Bergsturzschollen wurden über mehrere Kilometer transportiert, ohne dabei wesentlich durchmischt zu werden. Sie müssen somit in einem weitgehend laminaren Strom als kohärente Schollen transportiert worden sein. Selbst im weit entfernten Landquart konnten nach der geochemischen Zusammensetzung identifizierte Tumas festgestellt werden.